# Rubén González
Rubén González (Santa Clara, 1919. május 26. – Havanna, 2003.  december 8.) kubai zongorista.
Az 1940-es évektől az 1980-as évekig Kuba egyik legsikeresebb zenésze volt. Az 1990-es években az Afro-Cuban All Stars és a Buena Vista Social Club együttes tagjaként zongorázott.

## Lemezek

### Szólólemezek
- Rubén González (album) – 1975
- Introducing... Rubén González (turné felvétele) – 1997
- Chanchullo; album (turné felvétele) – 2000

### Zenekarban
- Jazz Cuba 1964
- Estrellas de Areito – 1979
- Afro-Cuban All Stars: A Toda Cuba le Gusta – 1997

Buena Vista Social Club
- Buena Vista Social Club (album) – 1997
- Buena Vista Social Club, Carnegie Hall – 2008
- Lost and Found (Buena Vista Social Club; album) – 2015